# Сукупні вимірювання
Суку́пні вимі́рювання — непряме вимірювання, в якому значення декількох одночасно вимірюваних однорідних величин отримують розв'язанням рівнянь, що пов'язують їх різні сполучення, що вимірюються прямо чи опосередковано. Метою сукупних вимірювань є знаходження шляхом числових вимірювальних перетворень значень декількох фізичних величин за неможливістю їхнього окремого прямого вимірювання. При цьому завдяки усередненню інколи досягається те й зменшення випадкової похибки вимірювання.[джерело?]